# 于柏巍
于柏巍（1988年7月17日—），中国女子冰球运动员，现为中國國家女子冰球隊和深圳昆仑鸿星冰球俱乐部隊長。
于柏巍2005年加入中國國家女子冰球隊，曾随队参加了3届亞洲冬季運動會。2017年，国家队被拆分入两家冰球俱乐部，于柏巍加盟深圳昆仑鸿星，参加加拿大的职业联赛。当年12月，在昆仑鸿星队2比0击败多伦多怒火队的比赛中，于柏巍成为首位在加拿大女冰职业联赛破门的中国球员。于柏巍作为国家队队长参加了2022年北京冬奥会女子冰球比賽，是中国女冰奥运代表队中年龄最大的一位。